# Mong Taï Army
Pour les articles homonymes, voir MTA.

Drapeau de la Mong Taï Army

La Mong Tai Army (français : Armée de l'État taï, MTA) est une ancienne organisation armée birmane fondée en avril 1985 et luttant contre le Conseil d'État pour la Paix et le Développement au pouvoir en Birmanie. Active dans l'est du pays (État Shan), elle a cessé la lutte en 1995.  

## Histoire
Sous l'influence du seigneur de guerre Khun Sa (1934-2007), des groupes de trafiquants de drogues, dont sa propre milice, la Shan United Army, et le Taï Revolutionary Council s'unissent pour former une organisation politique nationaliste shan, conservant l'appellation Taï Revolutionary Council pour leur branche politique, et baptisant Mong Tai Army leur branche armée. La MTA rassemble en 1994 plus de 20 000 hommes.
En décembre 1993, Khun Sa proclame l'indépendance du territoire contrôlé par la MTA, le long de la frontière avec la Thaïlande, prenant Ho Mong pour capitale. Ce territoire s'étend au maximum sur presque 70 % de l'État Shan. La MTA se finance grâce à la culture de l'opium (jusqu'à 200 000 hectares) et à la production d'héroïne sous le contrôle de Khun Sa, ainsi que des investissements thaïlandais et taïwanais et de l'exploitation minière. Contrôlant la scolarité, la MTA organise un service militaire auprès des jeunes de 15 ans.
Fin 1995, Khun Sa quitte la direction de la MTA et signe avec le gouvernement un accord de reddition et de légalisation de la MTA. Quelques factions refusent cet accord, l'une d'entre elles fondant la Shan State National Army.